# ستاره شووکوویتسه
ستاره شووکوویتسه (به لهستانی:  Stare Siołkowice) یک روستا در لهستان است که در گمینا پوپیلوو واقع شده‌است.